# Colletes caspicus
Colletes caspicus är en biart som beskrevs av Ferdinand Morawitz 1874.
Colletes caspicus ingår i släktet sidenbin och familjen korttungebin. Inga underarter finns listade i Catalogue of Life.